# 加茂町

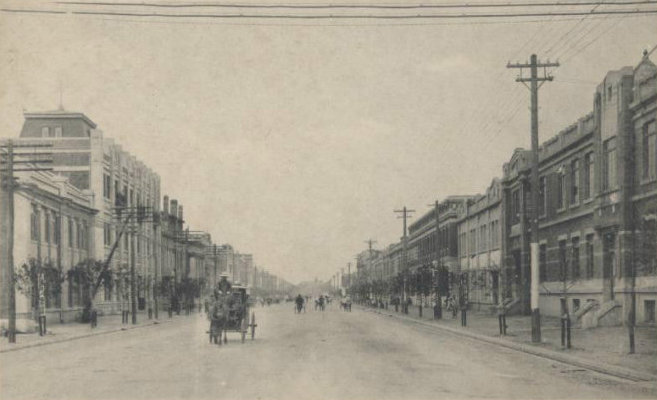
奉天满铁附属地加茂町

加茂町是奉天滿鐵附屬地的一個町。位於今天的中華人民共和國遼寧省瀋陽市和平區，在北四條通東側、浪速廣場南側，鄰接宇治町、春日町和大和町，是奉天警察署的所在地，